# マイ・フェア・レディ
『マイ・フェア・レディ』(My Fair Lady) は、1913年のジョージ・バーナード・ショーの戯曲『ピグマリオン』を原作とした、作詞・脚本アラン・ジェイ・ラーナー、作曲フレデリック・ロウによるミュージカル。コックニー訛りの花売り娘イライザ・ドゥーリトルが音声学者のヘンリー・ヒギンズ教授から話し方を学び、レディに仕立て上げられる。皮肉屋で女性に無理解でありながら、ヒギンズ教授はイライザと恋に落ちる。
1956年のブロードウェイ公演は批評の上でも観客動員数でも成功し、ミュージカル作品賞を含むトニー賞6部門を受賞した。当時ブロードウェイ・ミュージカルの最長ロングランを記録し、その後のロンドンのウェスト・エンド公演でもヒットした。ブロードウェイ、ウェスト・エンドの双方でレックス・ハリソンとジュリー・アンドリュースが主演した。数多く再演され、1964年には、オードリー・ヘプバーン主演で映画化もされ、アカデミー作品賞を受賞した。

## ストーリー

### 第1幕

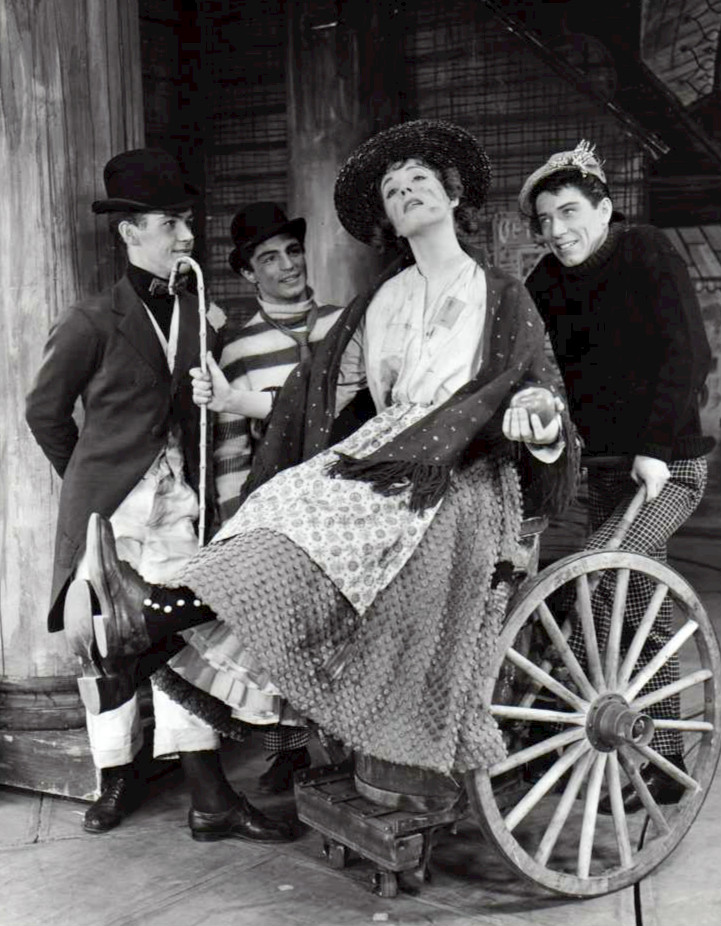

オペラがはねたばかりのコヴェント・ガーデン・オペラハウス前では、イライザ・ドゥーリトルという花売り娘が、売れ残りの花をさばくために駆けずり回っている。その姿を見ながら一心にノートを書きなぐる男、ヘンリー・ヒギンズ教授がいた。一流の音声学者で、下町上がりの成金に上流階級の話し方を教えて生計を立てている。彼が「どんなに下世話な花売り娘でも、自分の手にかかれば半年で舞踏会でも通用するレディに仕立て上げられる」というのを聞き《Why Can't The English? 「なぜイギリス人は英語が話せない？」 》、イライザは猛烈な興味を示す《Wouldn't It Be Loverly?「素敵じゃない？」 》。
翌朝、ヒギンズの家に「下町流」に着飾ったイライザが現れる。「手も顔もちゃんと洗ってきたんだよ」と、自分を一人前のレディに仕立てるよう頼むイライザだが、ヒギンズは最初は袖に振る。しかし、居合わせたヒギンズの友人で言語研究家のピッカリング大佐が、「もし成功したら、あなたは世界一の教師だ」と挑発したため、ヒギンズは俄然乗り気になり、イライザの教育を引き受けることにする。
数日後、イライザの父アルフレッドが、ヒギンズの家にやってくる《With A Little Bit Of Luck「ほんの少し運が良けりゃ」 》。彼はイライザがヒギンズに囲われたものと思い込み、それをダシに金をせびりにやって来たのだ。一度は追い返そうとしたヒギンズだが、アルフレッドの話を聞くうちに彼の「道徳観」にいたく感じ入り、5ポンドを渡して帰す。そればかりか、アメリカの投資家に彼を「イギリス一独創的な道徳家」として推薦する手紙までしたためてしまう《I'm An Ordinary Man「僕は普通の男だ」》。
ヒギンズによるイライザの訓練は困難を極めた《Just You Wait「今に見てろ」 》。しかしヒギンズはついに、イライザに上流階級の話し方をマスターさせることに成功した《The Rain In Spain「スペインの雨」》。ヒギンズとイライザ、そしてピッカリングは狂喜乱舞する《I Could Have Danced All Night「踊り明かそう」》。彼らは勢いに乗って、ヒギンズの母親がボックスを持つアスコット競馬場に乗り込む《Ascot Gavotte「アスコット･ガヴォット」》。しかし、イライザの社交界デビューは散々なものになった。彼女は上品な話し方こそ身に着けていたが、中身は下品な花売り娘のままだったからだ。イライザの言動のせいで大恥をかき、おまけに母親にまで「人間でお人形遊びをしている」と罵倒され、ヒギンズは雪辱に燃えて自宅へと戻った。だが、ボックスでイライザと同席した貧乏貴族の令息フレディ・アインスフォード＝ヒルは、ヒギンズの家まで彼女を追いかけ、彼女に会えるまで玄関の前で待ち続ける決意を固めたのだった《On the Street Where You Live「君住む街角」》。

### 第2幕

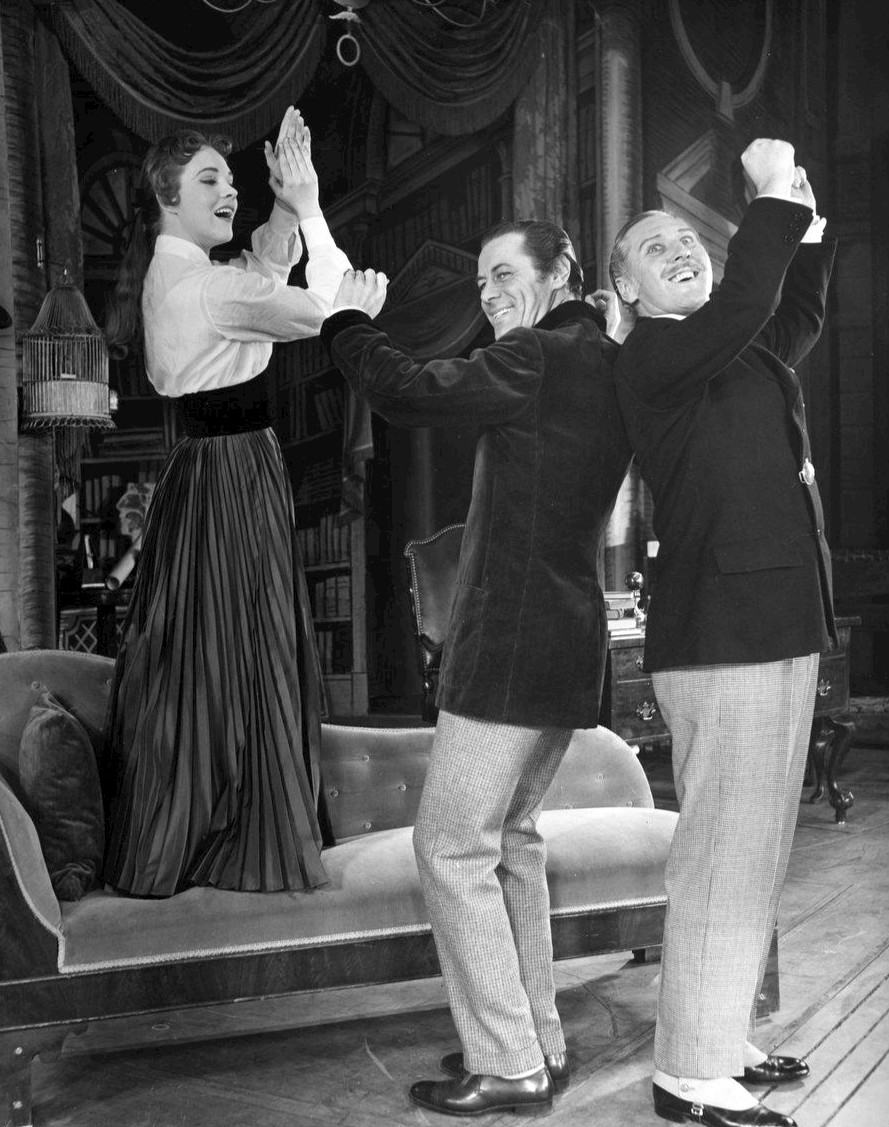

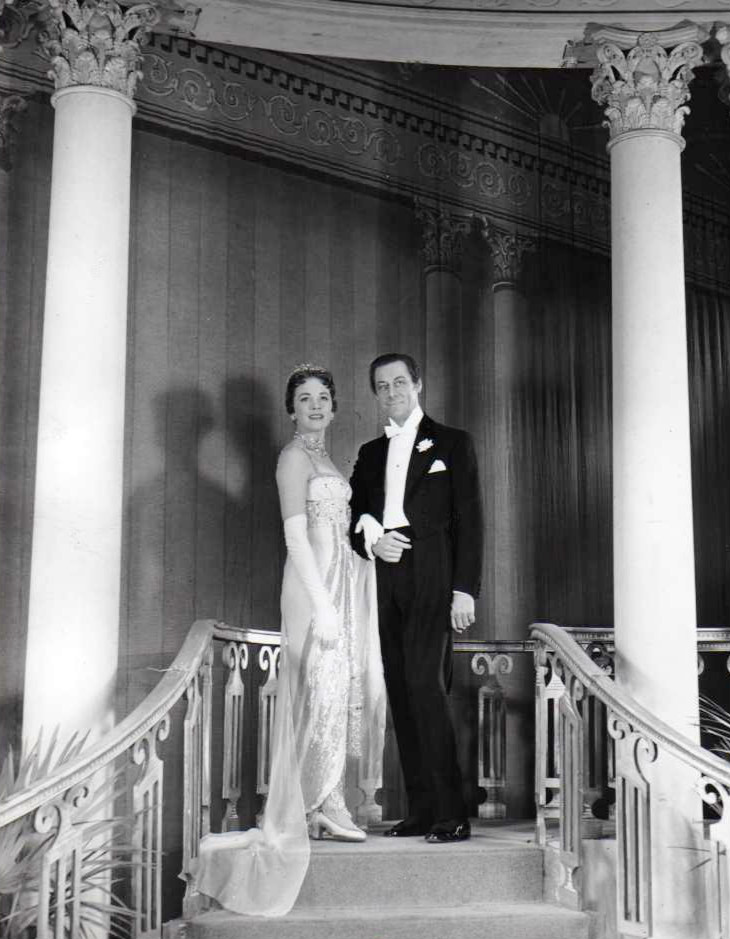

アスコットでの失敗から6週間後、地獄のような特訓の末、イライザの再デビューの日がやって来た。場所はトランシルヴァニア大使館の舞踏会である。ヒギンズやピッカリングの心配をよそに、イライザはトランシルヴァニア皇太子からダンスの相手に指名されるという快挙をやってのける。途中ヒギンズの弟子だというハンガリー人言語学者・カーパシーにゆすりまがいの詮索を受けるものの、イライザは見事にだまし通した。イライザは花売り娘からレディへと、鮮やかな変身を遂げていたのだった。
こうして、実験は成功に終わり、賭けはヒギンズの勝利となった。舞踏会から帰宅し、ヒギンズとピッカリングは互いの健闘をたたえあう《You Did It「でかしたぞ」》。しかしその2人の横で、イライザは静かに唇を噛み締めていた。彼女はまさに今、自分が単なる実験用のハツカネズミであったことに気づいたのだ。実験を通して、彼女の中には一人の人間としての自我が目覚めていた。しかしヒギンズは、彼女を一人の人間として扱ってはくれなかった。そしておそらくこれからも。
イライザは一人きりになった実験室で泣き崩れる。スリッパを取りにヒギンズが戻ってくる。イライザはヒギンズにスリッパを投げつけ、それをきっかけに大ゲンカが始まるが、ヒギンズには原因がわからない《A Hymn To Him「男の賛歌」》。「この家に自分の居場所はない」。そう感じたイライザは、こっそり家を出て行く。
外に出たイライザは、待ち構えていたフレディと一緒に《Show Me「証拠を見せて」》自分の故郷コヴェント・ガーデンの青物市場に向かう。しかし、昔の花売り仲間たちは、レディとなったイライザに気づくことはなかった。絶望に駆られるイライザの前に現れたのは、ピカピカのモーニングで着飾った父親だった。聞けば、ヒギンズがアメリカの投資家に出した手紙のせいで、彼は投資家の遺産相続人となり、年4,000ポンドの金を受け取ることになってしまったのだ。そのうえ、翌朝には愛人との結婚式まで控えているという。それでも彼は「イライザを引き取ることはできない」と言い張る。そしてイライザに「お前なら一人でもやっていける」と、励ましになっていない励ましの言葉をかけるのだった《Get Me To The Church On Time「時間通りに教会へ」》。
翌朝、イライザがいないことに気づいたヒギンズは大慌てになる。イライザが逃げ込んでいたのは、ヒギンズの母親の家だった。イライザの理解者となってくれる者は、もう彼女しかいなかったのだ。2人が話し込んでいるところに、ついにヒギンズが怒鳴り込んでくる。ヒギンズの母はわざと、息子をイライザと2人きりにした。イライザはヒギンズに「あなたのことは好きだが、人間として扱ってくれない以上、もう一緒にはいられない」と告白する《Without You「あなたなしでも」》。しかしヒギンズは、ますますへそを曲げてイライザを突っぱねる。結局イライザは再びヒギンズの前から姿を消し、ヒギンズは母親の前でイライザを散々馬鹿にしてから家路に着いた。
しかし、ヒギンズはイライザが自分と同等の人間になっていたこと、そして、いつの間にかイライザのことが好きになっていたことに気づいていた。しかし、自分はイライザを拒絶した。なぜなら、彼にとって女は一人前の人間ではなかったからだ。それでもなお、彼女の面影は頭の中から離れない《I've Grown Accustomed To Her Face「忘れられない彼女の顔」》。
帰宅したヒギンズは、録音してあったイライザの声を流しながら研究室の椅子で独り想いにふける。
突然再生が止まり、聞きなれた声がこう言った。「手も顔もちゃんと洗ってきたんだよ」。
ヒギンズは応えた。「私のスリッパはいったい…どこだい？」

## 登場人物および出演者
1956年3月15日、ブロードウェイ初演オリジナル・キャストを以下に示す。
- イライザ・ドゥーリトル、コックニー訛りの若い花売り娘 – ジュリー・アンドリュース
- ヘンリー・ヒギンズ教授、音声学者 – レックス・ハリソン
- アルフレッド・P・ドゥーリトル、イライザの父でごみ収集作業員 – スタンリー・ホロウェイ
- ヒュー・ピッカリング大佐、ヒギンズ教授の友人で音声学者仲間 – ロバート・クート
- ヒギンズ夫人、ヒギンズ教授の資産家の母 – キャスリーン・ネスビット
- フレディ・アンスフォード＝ヒル、イライザに恋する若い資産家 – ジョン・マイケル・キング
- ピアス夫人、ヒギンズ教授の家政婦 – フィリッパ・ビヴァンズ
- ゾルタン・カーパシー、ヒギンズ教授の元生徒でライバル – クリストファー・ヒューイット

| 登場人物                       | ブロードウェイ (1956年)      | ウェスト・エンド (1958年) | ブロードウェイ (1976年)    | ウェスト・エンド (1979年)  | ブロードウェイ (1981年)  | ブロードウェイ (1993年)    | ウェスト・エンド (2001年) | ブロードウェイ (2018年)    | ウェスト・エンド (2022年)  |
| ------------------------------ | ---------------------------- | ------------------------- | -------------------------- | -------------------------- | ------------------------ | -------------------------- | ------------------------- | -------------------------- | -------------------------- |
| イライザ・ドゥーリトル         | ジュリー・アンドリュース     | ジュリー・アンドリュース  | クリスティン・アンドレアス | リズ・ロバートソン         | ナンシー・リンガム       | メリッサ・エリコ           | マルティン・マカッチョン  | ローレン・アンブローズ     | アマラ・オカーク           |
| ヘンリー・ヒギンズ教授         | レックス・ハリソン           | レックス・ハリソン        | イアン・リチャードソン     | トニー・ブリットン         | レックス・ハリソン       | リチャード・チェンバレン   | ジョナサン・プライス      | ハリー・ヘイデン・ペイトン | ハリー・ヘイデン・ペイトン |
| アルフレッド・P・ドゥーリトル  | スタンリー・ホロウェイ       | スタンリー・ホロウェイ    | ジョージ・ローズ           | ピーター・ベイリス         | ミロ・オーシャ           | ジュリアン・ホロウェイ     | デニス・ウォーターマン    | ノーバート・レオ・バッツ   | スティーブン・K・アモス    |
| ヒギンズ夫人                   | キャスリーン・ネスビット     | ジーナ・デア              | ブレンダ・フォーブス       | アンナ・ニーグル           | キャスリーン・ネスビット | ドロレス・サットン         | ローズマリー・ハリス      | ダイアナ・リグ             | ヴァネッサ・レッドグレイヴ |
| ヒュー・ピッカリング大佐       | ロバート・クート             | ロバート・クート          | ロバート・クート           | リチャード・コルディコット | ジャック・ギリム         | パクストン・ホワイトヘッド | ニコラス・ルプレヴォ      | アラン・コードナー         | マルコム・シンクレア       |
| フレディ・アンスフォード＝ヒル | ジョン・マイケル・キング     | レナード・ウィア          | ジェリー・ラニング         | ピーター・ランド           | ニコラス・ワイマン       | ロバート・セラ             | マーク・アンバース        | ジョーダン・ドニカ         | シャリフ・アフィフィ       |
| ピアス夫人                     | フィリッパ・ビヴァンズ       | ベティ・ウルフ            | シルヴィア・オブライアン   | ベティ・ポール             | マリアン・ベイター       | グリニス・ベル             | パッツィ・ローランズ      | リンダ・マグルストン       | モーリーン・ベティ         |
| ゾルタン・カーパシー           | クリストファー・ヒューイット | マックス・オルデカー      | ジョン・クラークソン       | カルマン・グラス           | ジャック・シヴィア       | ジェイムス・ヤング         | セヴァン・ステファン      | マヌ・ナラヤン             | カール・パトリック         |

### 著名な代役
ブロードウェイ (1956年–1962年)
- ヘンリー・ヒギンズ教授: エドワード・マルヘアー
- イライザ: サリー・アン・ハウズ

ウェスト・エンド (1958年–1963年)
- ヘンリー・ヒギンズ教授: アレック・クルンズ、チャールズ・ステイプリー
- イライザ: アン・ロジャーズ
- ドゥーリトル: ジェイムズ・ヘイター

ブロードウェイ再演 (2018年–2019年)
- イライザ: ローラ・ベナンティ
- ドゥーリトル: ダニー・バースタイン、アレキサンダー・ジェミナニ
- ヒギンズ夫人: ローズマリー・ハリス

## 劇中歌
| 第1幕 - "Overture" – オーケストラ - "Busker Sequence" – オーケストラ - なぜイギリス人は英語が話せない？ "Why Can't the English?" – ヒギンズ教授 - 素敵じゃない？ "Wouldn't It Be Loverly?" – イライザ、男性カルテット - ほんの少し運が良けりゃ "With a Little Bit of Luck" – アルフレッド・ドゥーリトル、ハリー、ジェイミー、カンパニー - 僕は普通の男だ "I'm an Ordinary Man" – ヒギンズ教授 - ほんの少し運が良けりゃ（リプライズ）"With a Little Bit of Luck (Reprise)" – アルフレッド・ドゥーリトル、アンサンブル - 今に見てろ "Just You Wait" – イライザ - "The Servants' Chorus (Poor Professor Higgins)" – ピアス夫人、使用人 - スペインの雨 "The Rain in Spain" – ヒギンズ教授、イライザ、ピッカリング大佐 - 踊り明かそう "I Could Have Danced All Night" – イライザ、ピアス夫人、使用人 - アスコット･ガヴォット "Ascot Gavotte" – アンサンブル - 君住む街角 "On the Street Where You Live" – フレディ - "Eliza's Entrance" – オーケストラ | 第2幕 - "Embassy Waltz" – オーケストラ - でかしたぞ "You Did It" – ピッカリング大佐、ヒギンズ教授、ピアス夫人、使用人 - 今に見てろ（リプライズ）"Just You Wait (Reprise)" – イライザ - 君住む街角（リプライズ）"On the Street Where You Live (Reprise)" – フレディ - 証拠を見せて "Show Me" – イライザ、フレディ - "The Flower Market/Wouldn't It Be Loverly? (Reprise)" – イライザ、男性カルテット - 時間通りに教会へ "Get Me to the Church on Time" – アルフレッド・ドゥーリトル、アンサンブル - 男の賛歌 "A Hymn to Him" – ヒギンズ教授、ピッカリング大佐 - あなたなしでも "Without You" – イライザ、ヒギンズ教授 - 忘れられない彼女の顔 "I've Grown Accustomed to Her Face" – ヒギンズ教授 - 踊り明かそう（リプライズ）/フィナーレ "I Could Have Danced All Night (Reprise) / Finale" – オーケストラ |

## 背景
1930年代中期、映画プロデューサーのガブリエル・パスカルはジョージ・バーナード・ショーの複数の作品の映画化権を獲得し、その中に『ピグマリオン』があった。しかし原作者のショーは自身の戯曲『Arms and the Man』を基にしたウィーン・オペラ『The Chocolate Soldier』で嫌な経験をしており、『ピグマリオン』のミュージカル化に否定的だった。1950年にショーが亡くなり、パスカルは作詞家アラン・ジェイ・ラーナーにミュージカル化を依頼し、ラーナーとパートナーのフレデリック・ロウは制作を開始した。しかし2人はすぐに、メインストーリーはラブストーリーでなく、脇筋にもラブストーリーはなく、アンサンブルが入る余地もなくミュージカル化は困難であることに気付く。リチャード・ロジャースとパートナーを組むオスカー・ハマースタイン2世を含む多くの人々も『ピグマリオン』のミュージカル化を試みたがうまくいかず、口々にラーナーにミュージカル化は不可能だと語ったこともあり、ラーナーとロウは2年間作業を中止した。
この間、ラーナーとロウは別の道を歩み、パスカルは亡くなった。ラーナーが『Li'l Abner』のミュージカル化を試みていた頃、パスカルの死亡記事を読み、再び『ピグマリオン』について考えるようになった。ラーナーとロウが再会し、再び共に作業していくこととなった。第1幕と第2幕の間に起こる出来事を追加する他、少ない変更のみが必要であることに気付き、2年前に感じた大きな障害はほぼ全て克服した。チェイス・マンハッタン・バンクがパスカルの遺産を管理しており、『ピグマリオン』の権利はラーナー&ロウとMGMの双方が求めたため、MGMの重役はラーナーにMGMと争うのをやめるよう説得した。ロウは、権利のないまま制作を始めていれば、権利者を決める時が来た時にはラーナーとロウがはるかに先に進んでいるため権利を渡さざるを得ない状態になるだろうと語った。ラーナーとロウが制作を再開してから5か月、技術デザインのスタッフを雇い、出演者の検討を始めた。最終的にチェイス・マンハッタン・バンクはラーナーとロウに権利を与えた。
『ピグマリオン』ミュージカル化には複数の題名案があった。ドミニク・マクヒューによると1955年秋には『マイ・レディ・ライザ』とされ、契約書のほとんどがこの題名が使用されていたという。
ノエル・カワードがヘンリー・ヒギンズ教授役の第一候補となったが、これを断って代わりにレックス・ハリソンを薦めた。慎重に検討した結果、ハリソンはヒギンズ教授役を受けることにした。メアリー・マーティンがイライザ役の配役初期段階で名が挙がったが、マーティンはこれを断った。当時駆け出しのジュリー・アンドリュースが発掘され、制作チームがアンドリュースのブロードウェイ・デビュー作『The Boy Friend』を観にいきイライザ役に配役することになった。モス・ハートは2曲を聴いたのみで演出を了承した。ベテラン編曲家ロバート・ラッセル・ベネットとフィリップ・J・ラングが編曲を担当し、すぐにリハーサルに入った。
ミュージカルの脚本には大使館の舞踏会のシーンや、ショーの原作とは異なる1938年の映画『ピグマリオン』の最後のシーンを含み、ショーが執筆した1938年映画版の複数のシーンが使用されている。イライザのレッスンのモンタージュも拡大され、ラーナーとショーの台詞が合成された。原作とは結末が異なり、ヒギンズとイライザが結ばれることを暗示して終わる。これはミュージカル化の際初めて行われたものと言われることが多いが、実は1938年にレスリー・ハワードが監督・主演し、ウェンディ・ヒラーが共演した映画版『ピグマリオン』にも見られる。台本を書いたアラン・ジェイ・ラーナー自身も、ミュージカル化に際し映画版の要素を多く取り入れたと語っている。オリジナルのブロードウェイのポスターおよびキャスト・レコーディングのジャケットはアル・ハーシュフェルドが手掛け、天国にいる原作者のショーがヒギンズ教授のマリオネットを操り、マリオネットのヒギンズ教授がイライザを操る絵となっている。

## プロダクション

### オリジナル・ブロードウェイ・プロダクション

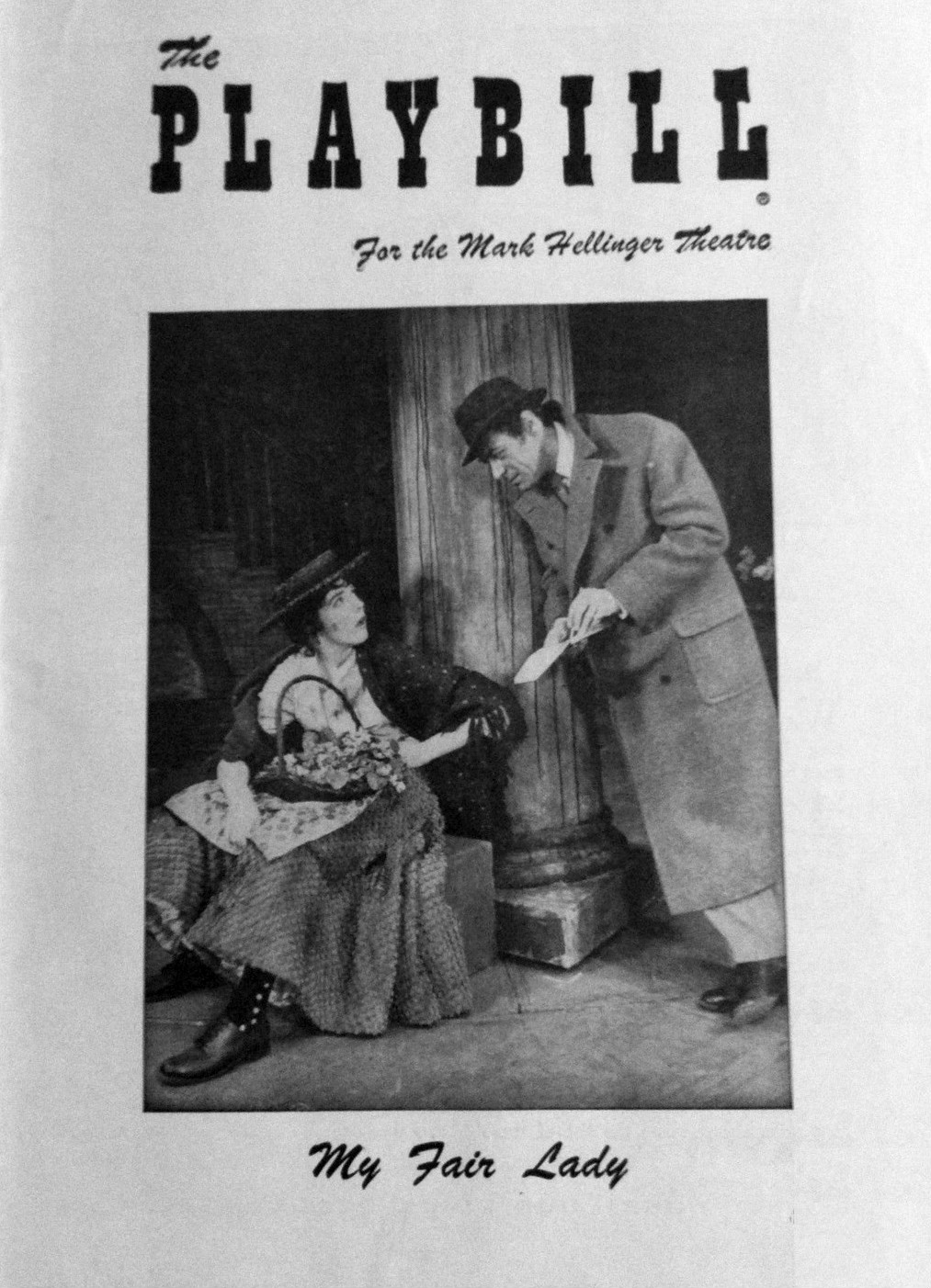
マーク・へリンジャー・シアターのプログラム

コネチカット州ニューヘイブンにあるシュバート・シアターでブロードウェイ公演前の試験興行が行なわれた。生演奏で歌うことに慣れていなかったレックス・ハリソンは、のちにプレビュー公演初日のオーケストラの32名とは二度と共演したくないと語っている。当日、ハリソンは楽屋に閉じこもり、開幕1時間強前にようやく出てきたのである。カンパニーは一旦解散したが、呼び戻され開幕日の夜の公演は成功を収めた。その後1956年2月15日より、ペンシルバニア州フィラデルフィアにあるアーレンジャー・シアターで4週間上演された。
1956年3月15日、ニューヨークにあるマーク・ヘリンジャー劇場にてブロードウェイ初演された。その後ブロードハースト・シアター、ブロードウェイ・シアターに移行し、1962年9月29日まで上演された。6年半にわたり2717回のロングラン公演を重ね、当時としては記録的なヒットとなった。モス・ハートが演出、ハニヤ・ホームが振付を担当し、レックス・ハリソン、ジュリー・アンドリュース、スタンリー・ホロウェイに加え、ロバート・クート、キャスリーン・ネスビット、ジョン・マイケル・キング、レイド・シェルトンがオリジナル・キャストとなった。1957年11月にハリソンが降板してエドワード・マルヘアーが配役され、1958年2月にアンドリュースが降板してサリー・アン・ハウズが配役された。1959年初頭までに1千万ドルを上げ、当時のブロードウェイ史上最高興行収入となった。
1956年4月2日、ブロードウェイ・キャスト・レコーディング『My Fair Lady』がリリースされ、1956年のアメリカ国内でベストセラー・アルバムとなった。
また、トニー賞も最優秀ミュージカル賞、主演男優賞（ハリソン）など6部門で獲得している。

### オリジナル・ロンドン・プロダクション
1958年4月30日、ロンドンにあるシアター・ロイヤルにてウェスト・エンド公演が開幕し、ハリソン、アンドリュース、クート、ホロウェイが再演し、5年半で2,281回上演された。エドワーディアン・ミュージカル・コメディのスターであるジーナ・デアがヒギンズ夫人でミュージカル最後の出演となった。レナード・ウィアがフレディ役を演じた。1959年3月にハリソンが、1959年8月にアンドリュースが、1959年10月にホロウェイが降板した。

### 1970年代、再演
1976年3月25日、オリジナル公演から20年後、セント・ジェイムズ・シアターにてブロードウェイ再演が開幕し、12月5日まで上演された。12月9日からラント・フォンテイン・シアターに移行して上演され、プレビュー公演7回、本公演377回上演後、1977年2月20日に閉幕した。ジェリー・アドラーが演出し、クランドル・ディールがオリジナルのハニヤ・ホームの振付を基に振付を担当した。イアン・リチャードソンがヒギンズ役、クリスティン・アンドレアスがイライザ役、ジョージ・ローズがアルフレッド・P・ドゥーリトル役に配役され、ロバート・クートがピッカリング大佐役を再演した。リチャードソンとローズがトニー賞 ミュージカル主演男優賞にノミネートされ、ローズが受賞した。
1979年10月、ロンドンのアデルフィ・シアターにてキャメロン・マッキントッシュが出演し、全英ツアー公演に移行した。ヘイマーケット・シアターで上演され、ウェスト・エンド作品のツアー公演のため芸術協議会の新たな契約のもとで上演された。トニー・ブリットンがヒギンズ教授役、リズ・ロバートソンがイライザ役、アンナ・ニーグルがヒギンズ夫人役、ピーター・ベイリスがドゥーリトル役、リチャード・キャルディコットがピッカリング大佐役、ピーター・ランドがフレディ役を演じた。ロビン・ミグリーが演出を担当し、エイドリアン・ヴォークスが装置デザイン、ティム・グッドチャイルドが衣装デザイン、ギリアン・リンが振付を担当した。ブリットンとロバートソンはどちらもローレンス・オリヴィエ賞にノミネートされた。

### 1981年、1993年、ブロードウェイ再演
1981年8月18日、ユーリス・シアターにて2回目のブロードウェイ再演が行なわれ、プレビュー公演4回、本公演120回ののち11月29日に閉幕した。レックス・ハリソンがヒギンズ教授役を再演し、ナンシー・リンガムがイライザ役、ジャック・グウィリムがピッカリング大佐役、ミロ・オーシャがドゥーリトル役を演じ、キャスリーン・ネスビットが93歳でヒギンズ夫人役を再演した。パトリック・ガーランドが演出、クランドル・ディールがハニヤ・ホームのオリジナルの振付を基に振付した。
1993年12月9日、ヴァージニア・シアターにて3回目のブロードウェイ再演が行なわれ、ハワード・デイヴィスが演出し、プレビュー公演16回、本公演165回ののち1994年5月1日に閉幕した。リチャード・チェンバレンがヒギンズ教授役、メリッサ・エリコがイライザ役、パクストン・ホワイトヘッドがピッカリング大佐役を演じた。スタンリー・ホロウェイの息子ジュリアン・ホロウェイが父が演じたドゥーリトル役を演じた。ドナルド・サドラーが振付を担当した。

### 2001年、ロンドン再演、2003年、ハリウッド・ボウル
2001年3月15日、キャメロン・マッキントッシュのプロデュースによる再演がロイヤル・ナショナル・シアターで上演され、7月21日にシアター・ロイヤルに移行した。トレヴァー・ナンが演出、マシュー・ボーンが振付を担当し、マルティン・マカッチョンがイライザ役、ジョナサン・プライスがヒギンズ教授役、デニス・ウォーターマンがドゥーリトル役を演じた。ローレンス・オリヴィエ賞においてミュージカル・プロダクション賞、ミュージカル主演女優賞（マカッチョン）、振付賞（ボーン）の3部門を受賞した他、アンソニー・ウォードが装置デザイン賞にノミネートされた。2001年12月、ジョアンナ・ライディングがイライザ役を後継し、2002年5月にアレックス・ジェニングスがヒギンズ教授役を後継し、2003年、ローレンス・オリヴィエ賞においてそれぞれミュージカル主演賞を受賞した。2003年3月、アンソニー・アンドリュースがヒギンズ教授役、ローラ・ミシェル・ケリーがイライザ役を後継し、2003年8月30日に閉幕するまで続けた。
2005年9月28日、全英ツアー公演が開幕した。エイミー・ナタルとリサ・オヘアがイライザ役、クリストファー・カザノフがヒギンズ教授役、ラス・アボットとギャレス・ヘイルがドゥーリトル役、オナー・ブラックマンとハンナ・ゴードンがヒギンズ夫人役を演じた。2006年8月12日、全英ツアー公演は閉幕した。
2003年、ハリウッド・ボウルで上演され、ジョン・リスゴーがヒギンズ教授役、メリッサ・エリコがイライザ役、ロジャー・ダルトリーがドゥーリトル役、ケヴィン・アーリーがフレディ役、ローリ・ジョンソンがピアス夫人役、キャロライン・ブラキストンがヒギンズ夫人役、パクストン・ホワイトヘッドがピッカリング大佐役を演じた。

### 2018年、ブロードウェイ再演、 2022年、ロンドン再演
リンカーン・センター・シアターとネダランダー・プレゼンテーションズのプロデュースによるブロードウェイ再演がヴィヴィアン・ビューモント・シアターにて2018年3月15日にプレビュー公演が、4月19日に本公演が開幕した。バートレット・シャーが演出、クリストファー・ガテリが振付、マイケル・イヤガンが装置デザイン、キャサリン・ズバーが衣装デザイン、ドナルド・ホルダーが照明デザインを担当した。ローレン・アンブローズがイライザ役、ハリー・ヘイデン・ペイトンがヒギンズ教授役、ダイアナ・リグがヒギンズ夫人役、ノーバート・レオ・バッツがドゥーリトル役、アラン・コーデュナーがピッカリング大佐役、ジョーダン・ドニカがフレディ役、リンダ・マグルストンがピアス夫人役を演じた。 代役にはローズマリー・ハリスがヒギンズ夫人役、ローラ・ベナンティがイライザ役、ダニー・バースタインとその後アレキサンダー・ジェミナニがドゥーリトル役となった。プレビュー公演39回、本公演509回上演ののち、2019年7月7日に閉幕した。2019年12月より、このプロダクションによる北米ツアー公演が行なわれ、シェリーン・アームドがイライザ役、ラード・マッキントッシュがヒギンズ教授役を演じた。2020年3月、新型コロナウイルス感染症の世界的流行により上演中止となり、2021年9月に再開し、2022年8月まで上演された。
2022年、ロンドン・コロシアムにてイングリッシュ・ナショナル・オペラにより上演され、5月7日よりプレビュー公演、5月18日より本公演が行なわれ16週間上演ののち8月27日に閉幕した。アマラ・オカークがイライザ役、ヘイデン・ペイトンが再演でヒギンズ教授役、スティーブン・K・アモス がドゥーリトル役、ヴァネッサ・レッドグレイヴがヒギンズ夫人役、マルコム・シンクレア がピッカリング大佐役、モーリーン・ベティがピアス夫人役、シャリフ・アフィフィがフレディ役に配役された。レッドグレイヴは新型コロナウイルス感染症で早期に降板した。2022年9月よりイギリスおよびアイルランドのツアー公演が行なわれ、マイケル・ゼイヴィアがヒギンズ教授役、シャーロット・ケネディがイライザ役、アダム・ウッディアットがドゥーリトル役、ヘザー・ジャクソンがヒギンズ夫人役、ジョン・ミドルトンがピッカリング大佐役、レスリー・ギャレットがピアス夫人役、トム・リギンスがフレディ役に配役された。

### その他のメジャーなプロダクション

#### 1961年、ベルリン
1961年10月1日、ベルリンにあるTheater des Westensにてドイツ語版が開幕し、Karin HübnerとPaul Hubschmidが主演し、ブロードウェイ初演と同じフランツ・アラーズが指揮者を務めた。冷戦の緊張が高まる中、西ベルリンと東ベルリンの境界線の閉鎖およびベルリンの壁の建設の数週間後、第二次世界大戦後にベルリンで上演された初のブロードウェイ・ミュージカルとなった。これにより『マイ・フェア・レディ』が西ベルリンの文化的復興および抵抗のシンボルとみなされた。現存しない東ベルリンの観客の減少分は西ドイツの観客を「ミュージカル・エア・ブリッジ」と呼ばれる航空機での輸送で一部補填された。ベルリン市民により制作され、2年間上演された。

#### 2007年、ニューヨーク・フィルハーモニック・コンサートおよび全米ツアー
2007年3月7日から10日、ニューヨーク・フィルハーモニックはリンカーン・センターのエイヴリー・フィッシャー・ホールにてフル・コスチューム・コンサートを開催した。ケルシー・グラマーがヒギンズ教授役、ケリー・オハラがイライザ役、チャールズ・キンブロウがピッカリング大佐役、ブライアン・デネヒーがドゥーリトル役を演じた。1964年の映画版でオードリー・ヘプバーンの歌声の吹替を行なったマーニ・ニクソンがヒギンズ夫人役で出演した。
2007年9月12日から2008年6月22日、マッキントッシュによる2001年のウェスト・エンド・プロダクションによる全米ツアー公演が開催された。クリストファー・カザノフがヒギンズ教授役、リサ・オヘアがイライザ役、ウォルター・チャールズがピッカリング大佐役、ティム・ジェロームがドゥーリトル役を演じ、ヒギンズ夫人役のニクソンはサリー・アン・ハウズに交代となった。

#### 2008年、全豪ツアー
2008年5月、オペラ・オーストラリアによる全豪ツアー公演が上演された。レグ・リヴァモアがヒギンズ教授役、タリン・フィービッグがイライザ役、ロバート・グラブがドゥーリトル役、ジュディ・コネリがピアス夫人役を演じた。クィーンズランドではジョン・ウッドがドゥーリトル役、シドニーのシアター・ロイヤルではリチャード・E・グラントがヒギンズ教授役を演じた。

#### 2010年、パリ再演
2010年12月9日から2011年1月2日の27回限定で、パリにあるシャトレ座にてロバート・カーソン演出の英語による新たなプロダクションが上演された。アンソニー・パウエルが衣裳デザイン、リン・ペイジが振付を担当した。サラ・ゲイブリエルとクリスティン・アランドがイライザ役、アレックス・ジェニングスがヒギンズ教授役、マーガレット・ティザックがヒギンズ夫人役、ニコラス・ルプレヴォストがピッカリング大佐役、ドナルド・マックスウェルがドゥーリトル役、ジェニー・ギャロウェイピアス夫人役を演じた。

#### 2012年、 シェフィールド・プロダクション
2012年12月13日から2013年1月26日、シェフィールドにあるシェフィールド・クルーシブルにて新たなプロダクションが上演された。ドミニク・ウェストがヒギンズ教授役、カーリー・ボウデンがイライザ役を演じた。シェフィールド・シアターの芸術監督ダニエル・エヴァンスが演出を務めた。

#### 2016年、オーストラリア・プロダクション
2016年8月30日から11月5日、ゴードン・フロスト・オーガニゼーションはオペラ・オーストラリアと共にシドニー・オペラハウスにて上演を行なった。ジュリー・アンドリュースが演出を担当し、1956年の初演のオリヴァー・スミスの装置デザイン、セシル・ビートンの衣裳デザインを採用した。シドニー・オペラ・ハウス史上最高の興行収入となった。シドニー公演は大成功を収め、2016年11月にはシドニー再演の前売チケットが発売され、2017年8月24日から9月10日までキャピトル・シアターにて追加公演が行なわれることとなった。2017年3月12日にブリスベンにて、5月11日にメルボルンにてツアー公演が行なわれた。
アレックス・ジェニングス（ブリスベンとメルボルンではチャールズ・エドワーズ）がヒギンズ教授役、アナ・オバーンがイライザ役、レグ・リヴァモアがドゥーリトル役、ロビン・ネヴィン（のちにパメラ・レイブ）がヒギンズ夫人役、マーク・ヴィンセントがフレディ役、トニー・ルウェリン・ジョーンズがピッカリング大佐役、デイドア・ルベンスタインがピアス夫人役、デイヴィッド・ウィットニーがカーパシー役を演じた。

#### 日本公演
- 1963年9月1日 - 9月29日、東宝により東京宝塚劇場で、日本初のブロードウェイミュージカルとして上演される[注 1]。また日本では初めてカーテンコールの習慣が始まったとされている。主演はイライザ役に江利チエミ、ヒギンズ役に高島忠夫。翌年には同じキャストで再演された。また、大阪でも公演。その後も繰り返し上演された。
- 1970年7月7日 - 8月27日、帝国劇場、那智わたるがイライザを演じた。
- 1973年8月3日 - 8月27日、帝国劇場、上月晃がイライザを演じた。
- 1976年11月文化庁移動芸術祭公演、雪村いづみがイライザを演じた。
- 1978年6月、東京宝塚劇場、および1984年8月、日生劇場、栗原小巻がイライザを演じた[75]。
- 1990年以降は、大地真央がイライザ役を務め、繰り返し上演されていたが、2010年を最後にイライザ役を引退。
- 2013年5月の日生劇場公演では、霧矢大夢と真飛聖のダブルキャストによるイライザ役。
- 2018年9月の東急シアターオーブ公演では、朝夏まなとと神田沙也加のダブルキャストによるイライザ役[76]。
- 2021年11月の帝国劇場公演と、それに続く埼玉・岩手・北海道・山形・静岡・愛知・大阪・福岡公演においても、朝夏まなとと神田沙也加のダブルキャストによるイライザ役であったが[77]、12月18日、神田の急逝により翌19日と20日の札幌公演は中止、12月25日以降の山形・静岡・愛知・大阪・福岡公演については、全日程をイライザ役朝夏まなと、ヒギンズ役別所哲也・フレディ役寺西拓人が演じることが発表された[78]。

##### キャスト
| 公演年      | イライザ               | ヒギンズ 教授      | ピッカリング 大佐 | ドゥーリトル       | ヒギンズ 夫人 | フレディ           | ピアス 夫人 | ゾルダン カーパシー | アインス フォード ヒル夫人 | トラン シルバニア 女王 |
| ----------- | ---------------------- | ------------------ | ----------------- | ------------------ | ------------- | ------------------ | ----------- | ------------------- | -------------------------- | ---------------------- |
| 1963年      | 江利 チエミ            | 高島忠夫           | 益田喜頓          | 八波 むと志        | 京塚昌子      | 藤木孝             | 浦島 千歌子 | 山茶花究            | 深緑夏代                   | 打吹美砂               |
| 1964年 1月  | 江利 チエミ            | 高島忠夫           | 益田喜頓          | 八波むと志 /小鹿敦 | 京塚昌子      | 藤木孝             | 浦島 千歌子 | 山茶花究            | 深緑夏代                   | 打吹美砂               |
| 1964年 5月  | 江利 チエミ            | 高島忠夫           | 益田喜頓          | 小鹿敦             | 京塚昌子      | 藤木孝             | 浦島 千歌子 | 山茶花究            | 深緑夏代                   | 打吹美砂               |
| 1970年      | 那智 わたる            | 宝田明             | 益田喜頓          | フランキー 堺      | 丹阿弥 谷津子 | 沢木順             | 浦島 千歌子 | 丸山博一            | 青木玲子                   | 打吹美砂               |
| 1973年      | 上月晃                 | 平幹二朗           | 益田喜頓          | フランキー 堺      | 南美江        | 池田稔光           | 浦島 千歌子 | 友竹正則            | 市川牡丹                   | 青木玲子               |
| 1976年      | 雪村 いづみ            | 宝田明             | 益田喜頓          | 田中明夫           | 東郷晴子      | 松橋登             | 浦島 千歌子 | 丸山博一            | 福田裕子                   | 渡瀬 由美子            |
| 1978年      | 栗原小巻               | 宝田明             | 益田喜頓          | 財津一郎           | 曾我廼家 鶴蝶 | 青山孝             | 浦島 千歌子 | 友竹正則            | 福田裕子                   | 藤代佳子               |
| 1979年 3月  | 栗原小巻               | 宝田明             | 益田喜頓          | 財津一郎           | 曾我廼家 鶴蝶 | 青山孝             | 浦島 千歌子 | 友竹正則            | 福田裕子                   | 藤代佳子               |
| 1979年 10月 | 栗原小巻               | 宝田明             | 益田喜頓          | フランキー 堺      | 曾我廼家 鶴蝶 | 青山孝             | 浦島 千歌子 | 佐藤和男            | 谷雅子                     | 藤代佳子               |
| 1984年      | 栗原小巻               | 神山繁             | 益田喜頓          | 坂上二郎           | 曾我廼家 鶴蝶 | 青木純             | 浦島 千歌子 | 三上直也            | 前沢保美                   | 藤代佳子               |
| 1990年      | 大地真央               | 細川俊之           | 益田喜頓          | 小野武彦           | 丹阿弥 谷津子 | 川崎麻世           | 三田和代    | 友竹正則            | 冨田恵子                   | 一の宮 あつ子          |
| 1993年      | 大地真央               | 村井国夫           | 金田龍之介        | 上條恒彦           | 丹阿弥 谷津子 | 羽賀研二           | 荒井洸子    | 小野武彦            | 青木玲子                   |                        |
| 1994年      | 大地真央               | 村井国夫           | 金田龍之介        | 上條恒彦           | 丹阿弥 谷津子 | 羽賀研二           | 荒井洸子    | 小野武彦            | 青木玲子                   |                        |
| 1997年 4月  | 大地真央               | 草刈正雄           | 金田龍之介        | 上條恒彦           | 南風洋子      | 福井貴一           | 林美智子    | 小野武彦            | 青木玲子                   | 三谷侑未               |
| 1997年 5月  | 大地真央               | 草刈正雄           | 金田龍之介        | 上條恒彦           | 南風洋子      | 福井貴一           | 林美智子    | 小野武彦            | 青木玲子                   | 三谷侑未               |
| 1999年      | 大地真央               | 草刈正雄           | 浜畑賢吉          | 上條恒彦           | 丹阿弥 谷津子 | 川崎麻世           | 冨田恵子    | 菅野 菜保之         | 青木玲子                   | 麻志奈 純子            |
| 2002年 5月  | 大地真央               | 草刈正雄           | 浜畑賢吉          | 尾藤 イサオ        | 丹阿弥 谷津子 | 岡幸二郎           | 冨田恵子    | 藤堂新二            | 小笠原 みち子              | 月丘夢路               |
| 2002年 7月  | 大地真央               | 草刈正雄           | 浜畑賢吉          | 尾藤 イサオ        | 丹阿弥 谷津子 | 岡幸二郎           | 冨田恵子    | 藤堂新二            | 小笠原 みち子              | 月丘夢路               |
| 2004年      | 大地真央               | 草刈正雄           | 浜畑賢吉          | 上條恒彦           | 丹阿弥 谷津子 | 岡幸二郎           | 冨田恵子    | 藤堂新二            | ちあき しん                | 月丘夢路               |
| 2005年      | 大地真央               | 石井一孝           | 羽場裕一          | 上條恒彦           | 草村礼子      | 浦井健治           | 春風ひとみ  | 藤木孝              | ちあき しん                | 月丘夢路               |
| 2007年      | 大地真央               | 石井一孝           | 羽場裕一          | 上條恒彦           | 草村礼子      | 浦井健治           | 花山佳子    | 藤木孝              | ちあきしん                 | ちあきしん             |
| 2009年      | 大地真央               | 石井一孝           | 羽場裕一          | モト冬樹           | 草村礼子      | 姜暢雄             | 春風ひとみ  | 藤木孝              | ちあきしん                 | ちあきしん             |
| 2010年      | 大地真央               | 石井一孝           | 升毅              | 上條恒彦           | 大空眞弓      | 姜暢雄             | ちあきしん  | コング桑田          | 出雲綾                     | ちあきしん             |
| 2013年      | 霧矢大夢 /真飛聖       | 寺脇康文           | 田山涼成          | 松尾貴史           | 江波杏子      | 平方元基           | 寿ひずる    | 港幸樹              | 麻生かほ里                 | 麻生かほ里             |
| 2016年      | 霧矢大夢 /真飛聖       | 寺脇康文           | 田山涼成          | 松尾貴史           | 高橋惠子      | 水田航生           | 寿ひずる    |                     | 麻生かほ里                 |                        |
| 2018年      | 朝夏まなと /神田沙也加 | 寺脇康文 /別所哲也 | 相島一之          | 今井清隆           | 前田美波里    | 平方元基           | 春風ひとみ  |                     | 伊東弘美                   |                        |
| 2021年      | 朝夏まなと /神田沙也加 | 寺脇康文 /別所哲也 | 相島一之          | 今井清隆           | 前田美波里    | 前山剛久 /寺西拓人 | 春風ひとみ  |                     | 伊東弘美                   |                        |

## 受賞歴

### オリジナル・ブロードウェイ・プロダクション
Sources: BroadwayWorld TheatreWorldAwards
| 年   | 賞                           | 部門                                              | ノミネート者             | 結果       |
| ---- | ---------------------------- | ------------------------------------------------- | ------------------------ | ---------- |
| 1956 | シアター・ワールド・アワード | Outstanding New York City Stage Debut Performance | ジョン・マイケル・キング | 受賞       |
| 1957 | トニー賞                     | ミュージカル作品賞                                | ミュージカル作品賞       | 受賞       |
| 1957 | トニー賞                     | ミュージカル主演男優賞                            | レックス・ハリソン       | 受賞       |
| 1957 | トニー賞                     | ミュージカル主演女優賞                            | ジュリー・アンドリュース | ノミネート |
| 1957 | トニー賞                     | ミュージカル助演男優賞                            | ロバート・クート         | ノミネート |
| 1957 | トニー賞                     | ミュージカル助演男優賞                            | スタンリー・ホロウェイ   | ノミネート |
| 1957 | トニー賞                     | ミュージカル演出賞                                | モス・ハート             | 受賞       |
| 1957 | トニー賞                     | 振付賞                                            | ハニヤ・ホーム           | ノミネート |
| 1957 | トニー賞                     | 装置デザイン賞                                    | オリヴァー・スミス       | 受賞       |
| 1957 | トニー賞                     | 衣装デザイン賞                                    | セシル・ビートン         | 受賞       |
| 1957 | トニー賞                     | 指揮者および音楽監督賞                            | フランツ・アラーズ       | 受賞       |

### 1976年、ブロードウェイ再演
Sources: BroadwayWorld Drama Desk
| 年   | 賞                       | 部門                   | ノミネート者           | 結果       |
| ---- | ------------------------ | ---------------------- | ---------------------- | ---------- |
| 1976 | トニー賞                 | ミュージカル主演男優賞 | イアン・リチャードソン | ノミネート |
| 1976 | トニー賞                 | ミュージカル主演男優賞 | ジョージ・ローズ       | 受賞       |
| 1976 | ドラマ・デスク・アワード | ミュージカル再演作品賞 | ミュージカル再演作品賞 | ノミネート |
| 1976 | ドラマ・デスク・アワード | ミュージカル主演男優賞 | イアン・リチャードソン | 受賞       |
| 1976 | ドラマ・デスク・アワード | ミュージカル助演男優賞 | ジョージ・ローズ       | 受賞       |
| 1976 | ドラマ・デスク・アワード | ミュージカル演出賞     | ジェリー・アドラー     | ノミネート |

### 1979年、ロンドン再演
Source: Olivier Awards
| 年   | 賞                       | 部門                   | ノミネート者       | 結果       |
| ---- | ------------------------ | ---------------------- | ------------------ | ---------- |
| 1979 | ローレンス・オリヴィエ賞 | ミュージカル主演男優賞 | トニー・ブリットン | ノミネート |
| 1979 | ローレンス・オリヴィエ賞 | ミュージカル主演女優賞 | リズ・ロバートソン | ノミネート |

### 1981年、ブロードウェイ再演
Source: BroadwayWorld
| 年   | 賞       | 部門       | ノミネート者 | 結果       |
| ---- | -------- | ---------- | ------------ | ---------- |
| 1982 | トニー賞 | 再演作品賞 | 再演作品賞   | ノミネート |

### 1993年、ブロードウェイ再演賞
Source: Drama Desk
| 年   | 賞                       | 部門                   | ノミネート者           | 結果       |
| ---- | ------------------------ | ---------------------- | ---------------------- | ---------- |
| 1993 | ドラマ・デスク・アワード | 再演ミュージカル作品賞 | 再演ミュージカル作品賞 | ノミネート |
| 1993 | ドラマ・デスク・アワード | ミュージカル主演女優賞 | メリッサ・エリコ       | ノミネート |
| 1993 | ドラマ・デスク・アワード | 衣装デザイン賞         | パトリシア・ジプロット | ノミネート |

### 2001年、ロンドン再演
Source: Olivier Awards
| 年   | 賞                       | 部門                           | ノミネート者                   | 結果       |
| ---- | ------------------------ | ------------------------------ | ------------------------------ | ---------- |
| 2002 | ローレンス・オリヴィエ賞 | ミュージカル・プロダクション賞 | ミュージカル・プロダクション賞 | 受賞       |
| 2002 | ローレンス・オリヴィエ賞 | ミュージカル主演男優賞         | ジョナサン・プライス           | ノミネート |
| 2002 | ローレンス・オリヴィエ賞 | ミュージカル主演女優賞         | マルティン・マカッチョン       | 受賞       |
| 2002 | ローレンス・オリヴィエ賞 | ミュージカル助演賞             | ニコラス・ルプレヴォ           | ノミネート |
| 2002 | ローレンス・オリヴィエ賞 | 振付賞                         | マシュー・ボーン               | 受賞       |
| 2002 | ローレンス・オリヴィエ賞 | 装置デザイン賞                 | アンソニー・ウォード           | ノミネート |
| 2002 | ローレンス・オリヴィエ賞 | 衣装デザイン賞                 | アンソニー・ウォード           | ノミネート |
| 2002 | ローレンス・オリヴィエ賞 | 照明デザイン賞                 | デイヴィッド・ハーシー         | ノミネート |
| 2003 | ローレンス・オリヴィエ賞 | ミュージカル主演男優賞         | アレックス・ジェニングス       | 受賞       |
| 2003 | ローレンス・オリヴィエ賞 | ミュージカル主演女優賞         | ジョアンナ・ライディング       | 受賞       |

### 2018年、ブロードウェイ再演
| 年   | 賞                                         | 部門                               | ノミネート者                       | 結果       |
| ---- | ------------------------------------------ | ---------------------------------- | ---------------------------------- | ---------- |
| 2018 | トニー賞                                   | 再演ミュージカル作品賞             | 再演ミュージカル作品賞             | ノミネート |
| 2018 | トニー賞                                   | ミュージカル主演男優賞             | ハリー・ヘイデン・ペイトン         | ノミネート |
| 2018 | トニー賞                                   | ミュージカル主演女優賞             | ローレン・アンブローズ             | ノミネート |
| 2018 | トニー賞                                   | ミュージカル助演男優賞             | ノバート・レオ・バッツ             | ノミネート |
| 2018 | トニー賞                                   | ミュージカル助演女優賞             | ダイアナ・リグ                     | ノミネート |
| 2018 | トニー賞                                   | ミュージカル演出賞                 | バートレット・シャー               | ノミネート |
| 2018 | トニー賞                                   | 振付賞                             | クリストファー・ガッテリ           | ノミネート |
| 2018 | トニー賞                                   | ミュージカル装置デザイン賞         | マイケル・イヤガン                 | ノミネート |
| 2018 | トニー賞                                   | ミュージカル照明デザイン賞         | ドナルド・ホルダー                 | ノミネート |
| 2018 | トニー賞                                   | ミュージカル衣装デザイン賞         | キャサリン・ズバー                 | 受賞       |
| 2018 | ドラマ・デスク・アワード                   | 再演ミュージカル作品賞             | 再演ミュージカル作品賞             | 受賞       |
| 2018 | ドラマ・デスク・アワード                   | ミュージカル主演男優賞             | ハリー・ヘイデン・ペイトン         | ノミネート |
| 2018 | ドラマ・デスク・アワード                   | ミュージカル助演女優賞             | ダイアナ・リグ                     | ノミネート |
| 2018 | ドラマ・デスク・アワード                   | ミュージカル演出賞                 | バートレット・シャー               | ノミネート |
| 2018 | ドラマ・デスク・アワード                   | ミュージカル衣装デザイン賞         | キャサリン・ズバー                 | 受賞       |
| 2018 | ドラマ・リーグ・アワード                   | 再演ミュージカル作品賞             | 再演ミュージカル作品賞             | 受賞       |
| 2018 | ドラマ・リーグ・アワード                   | パフォーマンス賞                   | ローレン・アンブローズ             | ノミネート |
| 2018 | ドラマ・リーグ・アワード                   | パフォーマンス賞                   | ハリー・ヘイデン・ペイトン         | ノミネート |
| 2018 | アウター・クリティクス・サークル・アワード | 再演ミュージカル作品賞             | 再演ミュージカル作品賞             | 受賞       |
| 2018 | アウター・クリティクス・サークル・アワード | ミュージカル主演男優賞             | ハリー・ヘイデン・ペイトン         | ノミネート |
| 2018 | アウター・クリティクス・サークル・アワード | ミュージカル主演女優賞             | ローレン・アンブローズ             | 受賞       |
| 2018 | アウター・クリティクス・サークル・アワード | ミュージカル助演男優賞             | ノバート・レオ・バッツ             | 受賞       |
| 2018 | アウター・クリティクス・サークル・アワード | ミュージカル演出賞                 | バートレット・シャー               | 受賞       |
| 2018 | アウター・クリティクス・サークル・アワード | 振付賞                             | クリストファー・ガッテリ           | ノミネート |
| 2018 | アウター・クリティクス・サークル・アワード | 装置デザイン賞                     | マイケル・イヤガン                 | ノミネート |
| 2018 | アウター・クリティクス・サークル・アワード | 衣装デザイン賞                     | キャサリン・ズバー                 | 受賞       |
| 2018 | アウター・クリティクス・サークル・アワード | 音響デザイン賞                     | マーク・ソルツバーグ               | ノミネート |
| 2019 | グラミー賞                                 | ミュージカル・シアター・アルバム賞 | ミュージカル・シアター・アルバム賞 | ノミネート |

## 翻案作品

### 1964年、映画化

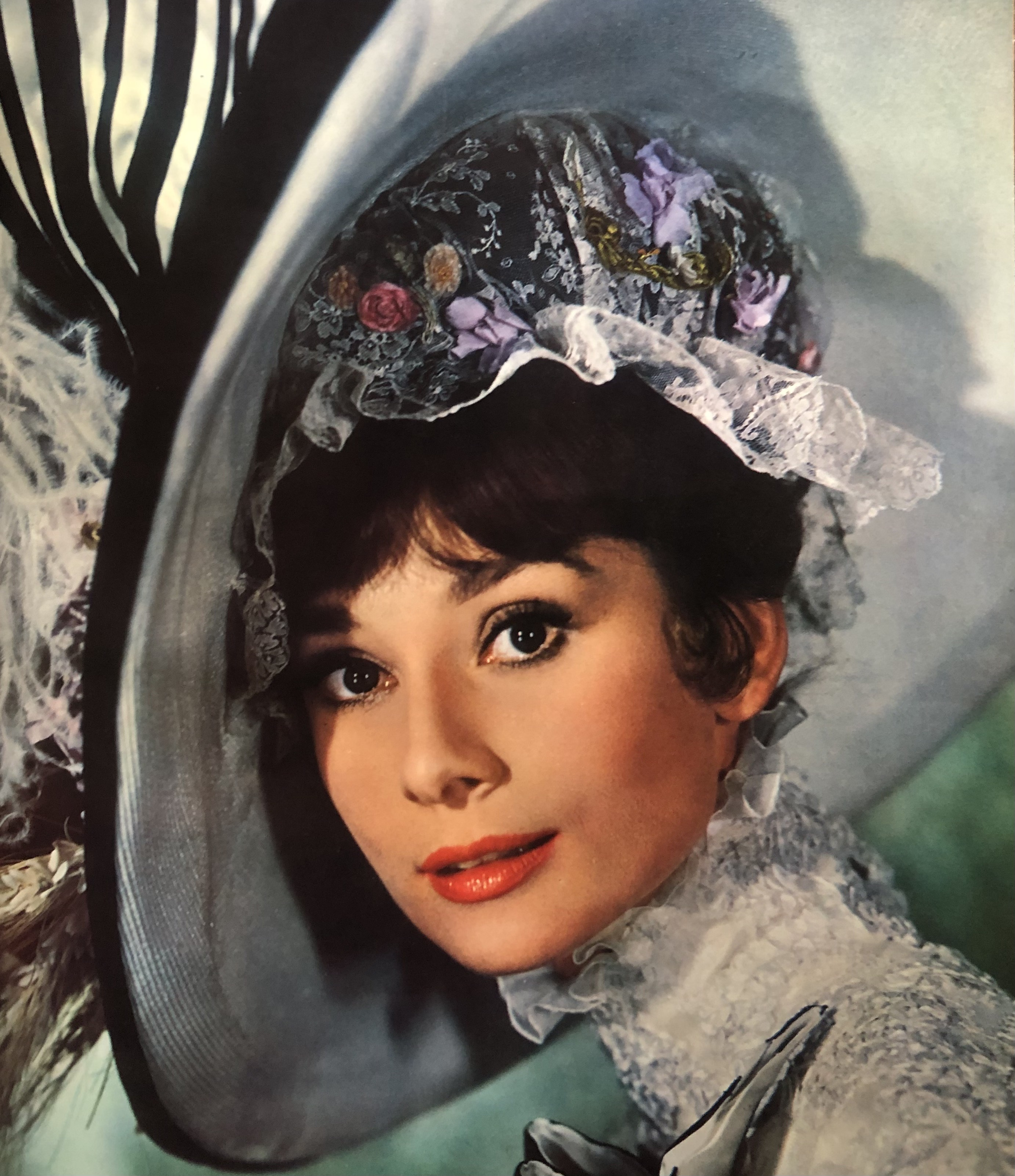
『マイ・フェア・レディ』（1964年）に出演したオードリー・ヘプバーン

1962年、ワーナー・ブラザースが当時世界最高額の550万ドルで映画化権を手に入れた。映画化にあたり、ワーナー映画の総帥ジャック・L・ワーナーは、舞台のオリジナル・キャストのレックス・ハリソンは客を呼べず、ジュリー・アンドリュースは無名だと考えた。1700万ドルというワーナー映画史上最大の製作費をかけた映画に、無名の俳優はリスクが大きすぎて使えなかった。ジャック・L・ワーナーの第1候補はケーリー・グラントとオードリー・ヘプバーンであった。
しかし、ケーリー・グラントには断られ、オードリー・ヘプバーンもはじめジュリー・アンドリュースが役（柄）を自分のものにしていると言って断った。が、ジュリー・アンドリュースがスクリーン・テストを拒否したこと、自分が断ればエリザベス・テイラーに役が行くと聞いてヘプバーンはイライザを引き受けた。ヒギンズの第2候補のピーター・オトゥールは法外な出演料を求めたため結局レックス・ハリスンに戻った。
監督はジョージ・キューカー、1963年に撮影され、翌1964年に公開された。しかし脚本家のアラン・ジェイ・ラーナーはジュリー・アンドリュースを使わないことに打ちのめされており、希望していたイギリスのロンドンでなくアメリカのワーナー・ブラザースのスタジオで全編撮影されたことも快く思っていなかったという。
この映画版は批評も好評で、興行収入的にも大ヒットし、作品賞、主演男優賞（レックス・ハリソン）、監督賞（ジョージ・キューカー）を含むアカデミー賞8部門はじめ、多くの賞を受賞した。

### 再映画化の計画、頓挫
2008年6月、コロンビア ピクチャーズは新たな映画化の計画を発表した。主演のイライザにはキーラ・ナイトレイも候補に挙がっており、2007年にはオーディションを受け、撮影に備えて歌のレッスンも受けていたと報じられていた。が、正式なオファーは無く、契約もしていなかった。またその後は脚本のエマ・トンプソンがBBCのインタビューでイライザはキャリー・マリガンに決定したと発言していた 。他にはアン・ハサウェイやスカーレット・ヨハンソンの名前も挙がっていた。ヒギンズ教授役にはヒュー・グラントにオファーされたほか、ダニエル・クレイグ、コリン・ファースらの名前も挙がっていた。
脚本のトンプソンはイライザについて「父親から性の奴隷として売り飛ばされた」と語っており、新解釈を付け加える予定だったという。
2011年までにジョン・マッデンが監督することとなったが、2014年までに棚上げとなった。